# Filippo Grondona
Filippo Grondona (Genova, 29 febbraio 2000) è un conduttore radiofonico e conduttore televisivo italiano.

## Biografia
Esordisce a 13 anni su alcune web radio e successivamente su piccole radio locali del nord Italia, come Radio Voce Spazio, di Alessandria, e Radio Millennium, di Milano.
Dopo essersi diplomato al Liceo Classico Mazzini di Genova, da agosto 2018 a marzo 2019 è conduttore di Radio Globo, la radio più ascoltata di Roma. Conduce nel periodo estivo la fascia del mattino dalle 7:00 alle 12:00 per poi passare, con l'inizio della stagione, alle sere dei weekend.
Ad inizio 2019 viene chiamato da Albertino come conduttore di Radio m2o, una delle emittenti di GEDI Gruppo Editoriale, assieme a Radio Deejay e Radio Capital. È in onda il sabato e la domenica dalle 7 alle 10.
Ad agosto 2019 è in onda dalle 17 alle 19.
Il 13 giugno 2020 fa il suo esordio televisivo in diretta su Rai 3 alla conduzione della maratona digitale Quale Futuro. Nello stesso anno partecipa alla Milano Music Week, intervistando cantanti della nuova scena musicale italiana come Alfa, Cara e Federica Carta Il 31 agosto 2021 annuncia con un post sui social l'interruzione dopo 2 anni del suo rapporto professionale con Radio m2o.
Ad inizio 2022 annuncia di aver firmato un contratto con R101, emittente del gruppo Radio Mediaset, dove dall'8 gennaio 2022 conduce in radio e in televisione il programma Quelli del weekend, all'interno del quale ha intervistato artisti del calibro di Coldplay, Niall Horan e LP. Nel novembre dello stesso anno è ideatore e conduttore del podcast Lo Stagista.
Nel 2021 e nel 2022 è stato conduttore di Genvision, festival canoro che vede scontrarsi sul palco del Teatro Carlo Felice i migliori artisti musicali delle varie scuole superiori della Liguria.
Nel 2025 è stato nominato nella Top 100 degli Under 30 di Forbes.

## Radio
- Radio Voce Spazio (2014-2016)
- Radio Millennium (2016-2018)
- Radio Globo (2018-2019)
- Radio m2o (2019-2021)
- R101 (2022-presente)

## Televisione
- Primocanale (2018-2019)
- Quale Futuro (Rai 3, 2020)
- Quelli Del Weekend (R101 TV, 2022-presente)

## Riconoscimenti
Nel 2025 viene inserito dalla rivista Forbes tra i 100 migliori under 30.

## Web
- A Casa Con Fil (YouTube, 2020-2021)
- MMW incontra New Gen (YouTube, 2020)
- Visionary Days (YouTube, 2020)
- Genvision (YouTube, 2021-2022)
- Lo Stagista (YouTube, dal 2022)

## Eventi e manifestazioni
- Genvision (2021-2022)